# زبان الو
الو یا هِلو یا هلا یکی از زبان‌های هندوآریایی میانه و ریخت کهن‌تر زبان سینهالی است. این زبان را در دستهٔ پراکریت دسته‌بندی کرده‌اند و دربارهٔ اینکه الو بومی سری‌لانکا یا هند بوده اختلاف نظر وجود دارد. 
از ویژگی‌های الو تمایل به واکههای کوتاه در این زبان می‌باشد. این زبان همانندی بسیاری با زبان پالی دارد. 